# Toxocarpus oblanceolatus
Toxocarpus oblanceolatus är en oleanderväxtart som beskrevs av Kerr. Toxocarpus oblanceolatus ingår i släktet Toxocarpus och familjen oleanderväxter. Inga underarter finns listade i Catalogue of Life.